# Algarra
Algarra település Spanyolországban, Cuenca tartományban. Algarra Casas de Garcimolina, Fuentelespino de Moya, Salvacañete, Vallanca és Alcalá de la Vega községekkel határos. Lakosainak száma 25 fő (2024).

## Népesség
A település lakosságának változását az alábbi diagram mutatja:
| Lakosok száma | 32   | 36   | 28   | 26   | 25   | 25   | 29   | 26   | 24   | 25   |
|               | 2001 | 2004 | 2006 | 2009 | 2011 | 2014 | 2016 | 2019 | 2021 | 2024 |